# Zamarovce
Zamarovce (bis 1927 slowakisch auch „Somárovce“; ungarisch Vágzamárd (bis 1907 Zamaróc)) ist eine Gemeinde im Nordwesten der Slowakei mit 1174 Einwohnern (Stand 31. Dezember 2024) und gehört zum Okres Trenčín, einem Teil des Trenčiansky kraj.

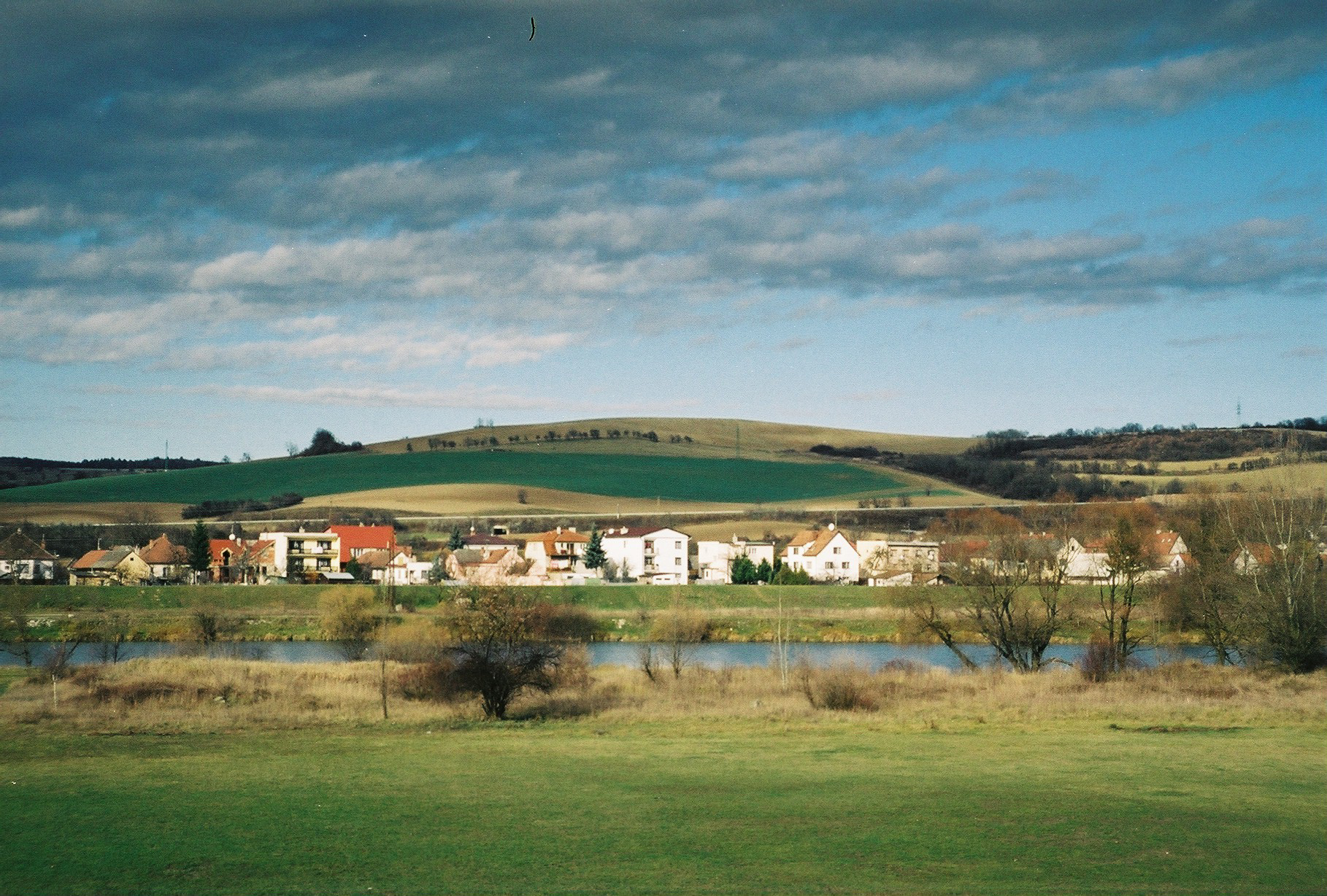

## Geographie
Die Gemeinde befindet sich am rechten Ufer der Waag im mittleren Waagtal im Schatten der Weißen Karpaten. Das Ortszentrum liegt auf einer Höhe von 216 m n.m. und ist drei Kilometer von Trenčín entfernt.

## Geschichte
Zamarovce wurde zum ersten Mal im Jahr 1208 als villa Samar schriftlich erwähnt. Das Dorf gehörte zum Geschlecht Zamarovský. 1828 sind 52 Häuser und 416 Einwohner verzeichnet. Wie bei anderen Orten in der Gegend war Landwirtschaft die Haupteinnahmequelle, bis zum 19. Jahrhundert auch Weinbau, ehe die Weingärten durch die Reblaus zerstört wurden. In der Neuzeit lag an der Waag eine Anlegestelle für Flöße, die Holz aus dem oberen Waagtal transportierten. Vom späten 19. Jahrhundert bis 1980 gab es im Dorf Ziegeleien.
Von 1972 bis 1990 war der Ort Teil der Stadt Trenčín.

## Bevölkerung
| Jahr                | 1994 | 2004     | 2014     | 2024     |
| ------------------- | ---- | -------- | -------- | -------- |
| Anzahl der Personen | 635  | 763      | 970      | 1174     |
| Unterschied         |      | +20,15 % | +27,12 % | +21,03 % |

| Jahr                | 2023 | 2024    |
| ------------------- | ---- | ------- |
| Anzahl der Personen | 1178 | 1174    |
| Unterschied         |      | −0,33 % |

Ergebnisse der Volkszählung 2001 (695 Einwohner):
| Nach Ethnie: - 97,27 % Slowaken - 1,15 % Tschechen - 0,29 % Magyaren | Nach Konfession: - 78,27 % römisch-katholisch - 12,81 % konfessionslos - 5,90 % evangelisch - 2,59 % keine Angabe |

## Bauwerke
- klassizistisches Landschloss des Geschlechtes Zamarovský aus dem Anfang des 19. Jahrhunderts
- je eine Kapelle am oberen und unteren Ende des Dorfes